# دلاویر، شهرستان وارن، نیوجرسی
دلاویر (به انگلیسی: Delaware) یک منطقهٔ مسکونی در ایالات متحده آمریکا است که در نیوجرسی واقع شده‌است. دلاویر ۱٫۰۶۳ کیلومتر مربع مساحت و ۱۵۰ نفر جمعیت دارد و ۸۹ متر بالاتر از سطح دریا واقع شده‌است.